# 踊る大捜査線
『踊る大捜査線』（おどるだいそうさせん）は、フジテレビ系列で放送された日本の刑事ドラマシリーズ。
連続ドラマとして1997年1月7日から3月18日まで「火曜9時」枠で放送された。シリーズ化されテレビドラマ・映画・舞台で展開された。その後も「踊るレジェンド」としてテレビドラマや映画のスピンオフ作品が作られた。

## 作品概要
本作のタイトルは、映画『夜の大捜査線』と『踊る大紐育』に由来する。
織田裕二が演じる青島俊作巡査部長（後に係長、警部補に昇進）が主人公の「警察ドラマ」。連続ドラマ版放映開始当時までの刑事ドラマは、犯人の逮捕までを追う描写が多く、また銃撃戦やカーチェイスといった派手な追跡劇や所轄警察署が広域事件・テロ事件を解決させるといったような、エンターテイメント性を重視した描写が主流であったが、当作品ではそれらの要素を可能なかぎり排除し現実の警察組織と近い業務形態や実情を採用した作風となっている。より現実味ある描写をメインとし、警察機構を会社組織に置き換え、署内の権力争いや本店（＝警視庁）と支店（＝所轄署）の綱引きなどを、湾岸警察署を中心に描いている。本作品で登場した具体的な例としては、刑事のことを「デカ」ではなく「捜査員」と呼ぶ、加害者のことを「ホシ」ではなく「被疑者」と呼ぶ、「発砲許可」に対して手続きが存在するなどである。
青島刑事以外にも恩田すみれ（深津絵里）・和久平八郎（いかりや長介）・真下正義（ユースケ・サンタマリア）などの湾岸警察署員や事件の被害者でのちに刑事となる柏木雪乃（水野美紀）、湾岸警察署の署長ら三人組（通称『スリーアミーゴス』）、警察庁のキャリア・室井慎次（柳葉敏郎）らにもスポットライトが当てられる。
事件を追うだけでなく、警察の抱えるさまざまな内部矛盾、特に警察組織の厳格なキャリア制度の問題、官僚主義の問題、縦割り行政の問題、民事不介入の問題も大きなテーマとなっている。これら警察に関するリアルな描写は、以降の刑事ドラマ全般にも多大な影響を与えた。
連続ドラマ版（1997年）放映当初は決して高視聴率とは言えなかった。しかし、ドラマの視聴率が次第に上昇する中でプロデューサーの亀山が上司に対して「最終回の視聴率が20%を超えたら映画化してよい」との約束を取り付け、実際に最終回の視聴率が20%を超えたため映画化が実現した。連続ドラマ終了後、2本のスペシャルドラマ版と1本の番外編ドラマを経て映画化され、第1作・第2作ともに記録的なヒットとなった。映画の第1作から第2作までの間は、見えないストーリーが進行されていて、色々なエピソードが第2作で刑事らのセリフとして登場する（潜水艦事件など）。
2005年には映画版第2作の内容と連動した外伝的物語「踊るレジェンド」として『交渉人 真下正義』、『容疑者 室井慎次』が映画公開された。さらに、2005年から2006年にかけて『交渉人 真下正義』の前日談として『逃亡者 木島丈一郎』が、『容疑者 室井慎次』の後日談として『弁護士 灰島秀樹』が、2007年には『トリビアの泉 〜素晴らしきムダ知識〜』との共同制作である短編『警護官 内田晋三』がテレビ放送された。
2010年に7年ぶりに、『THE MOVIE 3』を映画公開。その、スピンオフとして『係長 青島俊作』を携帯ドラマとして発信。
2012年、14年ぶりとなるスペシャルドラマ『THE LAST TV』を放送、『THE FINAL』を映画公開、シリーズ15年の歴史に一旦幕を閉じた。
2023年12月、本作の続編が2025年の映画公開に向けて早ければ2024年2月にもクランクインする予定だと報じられた。
2024年3月18日、劇場版最終作の公式サイトが「映画『室井慎次』公式サイト」に変更され、「『踊るプロジェクト』再始動――2024年秋公開.」などとする情報が解禁された。10月11日に前編『室井慎次 敗れざる者』、11月15日に後編『室井慎次 生き続ける者』が相次いで公開された。
同年12月3日、公式ホームページで謎のカウントダウンが行われ、翌日4日に最新作『踊る大捜査線 N.E.W.』が2026年に公開することが発表され、21時から3時間限定で東宝のYouTubeチャンネルで特報映像が公開された。『踊る』本編としては14年ぶりの復活となる。
2025年3月21日、大阪府泉佐野市で行われた泉佐野フィルムフェスで『踊る大捜査線 THE MOVIE 2 レインボーブリッジを封鎖せよ!』が上映され、監督の本広克行と本作と同一世界線の作品である『警視庁捜査資料管理室』シリーズの主演である赤ペン瀧川がトークショーを行った。そこでN.E.W.の進捗状況が話され、監督が本広、脚本が君塚良一であることがわかった。そして、脚本は現在執筆中でオールスターキャストの出演や瀧川の出演が匂わされた。

## 企画経緯
「織田裕二主演の刑事もの」という企画。当時は『あぶない刑事』などのバディものが流行っていたが、亀山千広プロデューサーは、「それをやってもまがい物で勝てないし、刑事部屋が動くというと『太陽にほえろ』を越えられない」と考えた。また当時、高村薫の『マークスの山』などの小説が話題になり、作品中、"管理官"という言葉をはじめ警視庁の中に色々な役職があり、初めて世の中の人がそれを知った。そうした流れの中で、組織論をやるのはどうかなと考え、脚本の君塚良一に伝えたら、君塚が自宅の書棚から笠原和夫の本を持って来て「『仁義なき戦い 代理戦争』って何も起こらず、ただ組のメンツをかけて役者同志が喋ってる。それだけ。それでいいんだ」と言った。亀山は「警視庁のメンツと所轄のメンツ、それが本作のテーマ。だから私と君塚さん二人の間では『踊る』は半分『仁義なき戦い』なんです。ダメな署長は金子信雄さんです」などと述べている。

## ストーリー
元敏腕営業マンの青島俊作は脱サラして警察官となり、交番勤務を経てようやく念願の刑事課勤務となる。だが、青島の配属された警視庁湾岸署は「空き地署」と陰口を言われる東京の僻地。配属直後に管内で事件が発生し、青島は意気込んで現場に向かうものの、「所轄刑事」として現場検証すらさせて貰えない。青島は強行犯係の大先輩で定年間際のベテラン刑事和久平八郎から所轄刑事の心得を叩き込まれる。それは青島が思い描いていた理想の刑事像と大きくかけ離れた地味で冴えないものだった。
管内で殺人事件が発生した場合には所轄署に「帳場が立ち」（捜査本部設置）、本庁刑事部の腕利きと共に国家公務員一種（キャリア）の管理官が送り込まれる。聞き込みや取り調べ、犯人確保といった事件捜査の主役はあくまで彼らの仕事だった。青島が初めて出会った警察官僚が室井慎次管理官だった。青島は室井の指名で運転手役をやらされ、冷たくあしらわれる。室井は被害者の娘で通報者の柏木雪乃にも詰問口調で迫る。雪乃は父親を失ったショックで失声症に陥っていた。青島は室井の乱暴さに反感を覚え、雪乃を優しくフォローする。
一方、湾岸署は個性派揃い。俗物で昼行灯の神田総一朗署長を筆頭に、署長の腰巾着秋山春海副署長。そして、事なかれ主義の刑事課長袴田健吾などなど、良くも悪くも青島にとっては営業マン時代とそう変わらぬ人間関係となる。同じ強行犯係には東大卒のキャリアで年齢は青島より下だが階級は遙かに上、親の七光りまで持つ真下正義が昇進試験の「腰掛け」として在籍中。そして盗犯係には小さい体に似合わず男勝りの迫力を持つ紅一点恩田すみれが居た。熱血が空回りすることの多い青島は和久、真下、すみれら仲間たちに励まされながら奮闘することになる。
やがて、すみれの過去が明らかになる。逮捕した犯人からの逆恨みでストーカー被害に遭い、体にも心にも大きな疵を抱えていた。「正しいことをしたければ偉くなれ」和久のその言葉は重い意味を含んでいた。青島は仲間たちや自分を頼ってくれる人々を守る為、強くなろうと胸に誓う。また、鉄面皮の冷血漢に見えた室井も秋田出身で東北大卒という異色のエリートで、優秀であるが故に身内に敵も多い孤独な男だった。室井は次第に青島を認め、目を掛けるようになるがそれはお互いにとって辛く険しい道程となってゆく。
雪乃は青島やすみれの励ましを受け、父親の事件を乗り越えて、日本で生活していた。ところがそんな彼女に麻薬密輸の重要参考人という嫌疑がかけられる。雪乃を本庁の手に渡してはならない。青島は咄嗟の機転で雪乃を口汚く侮辱し、怒った雪乃から平手打ちを食らう。「公務執行妨害による逮捕」その場合、勾留権は所轄署が優先される。真下やすみれの協力により「取り調べと称する時間稼ぎ」で雪乃を保護する一方、青島は和久と共に真犯人を追う。そこで和久が見せたのはグレーゾーンに生きる人間たちと繋がりを持ち、彼らから巧みに情報を引き出す所轄刑事ならではの裏技だった。青島は和久から継承者に指名される。二人の活躍により被疑者は確保され、本庁刑事に引き渡された。だが、本庁や警察上層部の間で青島は悪名高き存在となる。 雪乃は、この事件をきっかけに警察官を目指すようになる。
管内で発砲事件が発生。職質しようとした真下が銃撃され、重体に陥る。仲間の窮地に湾岸署は結束し全力をもって捜査に尽力する。そして、室井と青島のコンビにより事件は無事解決する。だが、室井は警備部に左遷され、青島は交番勤務に戻される。「市民に信頼されるお巡りさん」という自身の原点に戻った青島はやがて再起することになる。
この物語は、異色の経歴と特技を持つ青島刑事を軸に、彼を取り巻く人々が時代の変化により起きる数々の難事件と対決する、壮大なドラマとなってゆくのだった。

### 当初の踊る大ラブストーリー計画
初期の構想段階では、すでに引退したベテラン刑事和久の娘をすみれ（監察医）に設定し、和久宅に居候する青島との恋愛も一案にあった。その後は、青島と雪乃、室井とすみれの二本立てでの恋愛路線、青島と雪乃とすみれの三角関係も構想されている。実際、青島・雪乃間での恋愛に発展しそうな伏線や、すみれが青島に惹かれてゆく描写もちりばめられており、室井とすみれの二人きりのシーンも幾度かあった。
この路線は、第1話が放映された時点で取りやめが決定された が、これは同クールにフジテレビが放映していた恋愛ドラマ（月曜9時枠「バージンロード」の視聴率がよかったため、同じ恋愛ものをぶつけるのは足の引っ張り合いになりかねないという亀山プロデューサーの判断であったと脚本家・君塚良一は著書「テレビ大捜査線」にて語っている。このとき第4話までは脱稿していたので第5話からのプロットが変更され、以後は警察ドラマとしての視点に重点を置いていくこととなり、そこで雪乃の設定に変更が加えられている（血液型まで変更された）。

## 登場人物
青島俊作
演 - 織田裕二
警視庁刑事部捜査支援分析センター・警部補（テレビシリーズ時は湾岸署強行犯係・巡査部長で、『THE MOVIE3』で湾岸署強行犯係係長となり、警部補に昇進）
室井慎次
演 - 柳葉敏郎
元警察庁長官官房審議官交通局担当 ・警視監（テレビシリーズ時は捜査一課管理官・警視で、『THE MOVIE3』で警察庁長官官房審議官・警視監に昇進。2021年に退官した。）
恩田すみれ
演 - 深津絵里
元湾岸署刑事課盗犯係主任・巡査部長（テレビシリーズ・映画シリーズでは現役であったが、『THE FINAL』で台場会社役員殺害事件の際の犯人の発砲で負った傷の後遺症に悩まされていることが明かされ、『生き続ける者』で刑事を辞めていることが明かされた。）
真下正義
演 - ユースケ・サンタマリア
警視庁湾岸警察署署長・警視正（テレビシリーズ開始時は警部補、途中で昇任試験により警部、その後『交渉人 真下正義』で警視、『THE LAST TV』から警視正）。テレビシリーズ開始時は研修配置で刑事課強行犯係。その後同係長や刑事課長代理、警視庁刑事部捜査一課、交渉課（準備室）、警察庁長官官房付（『THE MOVIE 3』開始時）を経て湾岸警察署署長となっている。
真下雪乃（旧姓:柏木）
演 - 水野美紀
湾岸署刑事課強行犯係・巡査部長（テレビシリーズ開始時は一般人）。第1話で父を殺され、湾岸署の人々とかかわるうちに警察官を志し、終盤で採用試験を受け合格し晴れて湾岸署の一員となる。『交渉人 真下正義』のラストで真下と婚約、『容疑者 室井慎次』時点で入籍し以降は真下姓となる。2人の子をもうけ、『THE FINAL』時点では産休・育休中。
和久平八郎
演 - いかりや長介
元湾岸署刑事課指導員（現役時は同署同課強行犯係・巡査長で、『THE MOVIE 3』時点で故人。）

## シリーズ

### テレビシリーズ
『踊る大捜査線』
- 1997年1月7日 - 3月18日、全11話。
- 初回は21:03 - 22:24の81分、最終回は21:02 - 22:14の72分拡大版。
- サブタイトルは全て担当プロデューサーの亀山千広がつけた。
- 放送当時のキャッチコピーは「刑事課長、あした有給 欲しいんスけど。」と「リズム&ポリ〜ス」だった。

| 話数                                                           | 放送日        | サブタイトル                      | 視聴率 |
| -------------------------------------------------------------- | ------------- | --------------------------------- | ------ |
| 第1話                                                          | 1997年1月7日  | サラリーマン刑事と最初の難事件    | 18.7%  |
| 第2話                                                          | 1997年1月14日 | 愛と復讐の宅配便                  | 16.4%  |
| 第3話                                                          | 1997年1月21日 | 消された調書と彼女の事件          | 16.5%  |
| 第4話                                                          | 1997年1月28日 | 少女の涙と刑事のプライド          | 15.7%  |
| 第5話                                                          | 1997年2月4日  | 彼女の悲鳴が聞こえない            | 18.1%  |
| 第6話                                                          | 1997年2月11日 | 張り込み 彼女の愛と真実           | 18.7%  |
| 第7話                                                          | 1997年2月18日 | タイムリミットは48時間            | 18.2%  |
| 第8話                                                          | 1997年2月25日 | さらば愛しき刑事                  | 17.3%  |
| 第9話                                                          | 1997年3月4日  | 湾岸署大パニック 刑事青島危機一髪 | 16.3%  |
| 第10話                                                         | 1997年3月11日 | 凶弾・雨に消えた刑事の涙          | 19.0%  |
| 第11話 （最終話）                                              | 1997年3月18日 | 青島刑事よ永遠に                  | 23.1%  |
| 平均視聴率 18.2%（視聴率はビデオリサーチ調べ、関東地区・世帯） |               |                                   |        |

再放送
テレビシリーズは人気が高まるとともに何度も再放送が行われた。またスペシャル番組の放送や映画の公開と絡めた再放送も何度か行われた。全話の再放送は1997年8月5日から行われたが、権利の問題や、時間枠（再放送は一般的に初回放送より時間が短く（つまり、同じ「1時間」でも再放送枠では本放送時よりCM枠が多くなるため、拡大版もそのまま放送することができない）その他の関係で、初回放送からのシーンの入れ替え・カットや音楽の変更があった。この後再放送ではこちらが流れることが多いため、「再放送版」と呼ばれたりする（再放送版は放送するFNS各局の時間枠に合わせる関係上数パターンあると言われている）。また、2007年9月下旬から10月上旬を中心にテレビシリーズ放送開始10周年を記念してテレビシリーズとスペシャルドラマの再放送が全国規模でされ、金曜プレステージ枠と土曜プレミアム枠で10th Anniversary特別企画と題して2週にわたって映画版・スピンオフ映画の放送もされた。映画版の放送前後には2日とも、主演の織田裕二が登場してコメントを述べた。
2010年4月3日よりフジテレビにて完全ノーカット版の再放送が土曜α枠で、2012年9月10日よりフジテレビ系列にてカット版の再放送がなされた。
特殊な再放送例
『ザッツ踊る大捜査線』（2001年1月24日 - 2月14日、第2話、第5話、第9話、第10話）
『ザッツ踊る大捜査線ファイナル』（2001年2月20日、第11話、火曜ワイドスペシャル枠）
『踊るII放送記念!!踊る大捜査線リピート』（2004年12月30日第1話 - 第4話、31日第5話 - 第11話）
2005年の正月に劇場映画第二作を地上波で放送するための事前企画として放送された。ローカル枠扱いであったにもかかわらず、年末編成という放送局側の事情もあり、多くのFNS系列局が同時ネットした「地上波全国同時ネットでの長時間再放送」であった。

総集編
『踊る大捜査線特別編 湾岸署事件ファイル』（1997年12月29日 16:00-18:30）
テレビシリーズ本編全11話を2時間30分にまとめたもの。『踊る大捜査線 歳末特別警戒スペシャル』の番宣を兼ねて、その前日に放送された。

その他
シナリオを朗読する「読むドラ」企画でテレビシリーズ第2話が放送された（第13回、2004年11月25日、フジテレビ721）。

### テレビスペシャルドラマ
「踊るレジェンド」やミニドラマなど「踊る」シリーズの世界設定・時間軸で作られた正規の関連ドラマを含む。特に明記されていないものはフジテレビでの放送である。
『踊る大捜査線 歳末特別警戒スペシャル』（1997年12月30日、視聴率25.4%）

『踊る大捜査線 歳末特別警戒スペシャル完全版』（1998年4月17日、VHS発売）
初回放送時にカットされたシーンの追加があるため約20分長い。
『踊る大捜査線 歳末特別警戒スペシャル完全版+α』（2003年12月29日）
出演者インタビューや湾岸署内のモニター映像「プロジェクトK」などが追加されている。

『踊る大捜査線 番外編 湾岸署婦警物語 初夏の交通安全スペシャル』（1998年6月19日、視聴率24.9%）

内田有紀演じる湾岸署に配属された新人婦人警官・篠原夏美が主人公の番外編。サブタイトルは放送時期に合わせて「初夏」となっているが、作中の設定は1998年4月（春）である。

『踊る大捜査線 秋の犯罪撲滅スペシャル』（1998年10月6日、視聴率25.9%）

『踊る大捜査線 秋の犯罪撲滅スペシャル完全版』（1998年11月22日、BSハイビジョンで放映）
初回放送時にカットされたシーンの追加があるため約20分長い。
『踊る大捜査線 秋の犯罪撲滅スペシャル完璧版』（1998年12月22日、視聴率21.4%）
完全版にさらに未公開シーンと新たに撮影された部分が追加された。このほかにオープニングに第1話から番外編までの回想総集編が追加された。

『踊る大捜査線 THE LAST TV サラリーマン刑事と最後の難事件』（2012年9月1日、視聴率21.3%）

テレビ版最後のスペシャル。

#### スピンオフドラマ
深夜も踊る大捜査線シリーズ
『深夜も踊る大捜査線 湾岸署史上最悪の3人!』（1998年10月12日 - 16日、平均視聴率3.5%）
1話約10分のスリーアミーゴスが主演のミニドラマ。
- 第1話『部下のミスは、部下のミス』（1998年10月12日）
- 第2話『経費削減は、事件削減より』（1998年10月13日）
- 第3話『猟奇殺人は、袴田の娘!?』（1998年10月14日）
- 第4話『上級国家公務員とその他の人々』（1998年10月15日）
- 第5話『頑張れ!中間管理職』（1998年10月16日）

『夕方も踊る大捜査線』（1999年2月5日）
『深夜も踊る大捜査線』全体を約30分に編集した再編集版

『深夜も踊る大捜査線2』（2003年7月14日 - 18日、平均視聴率5.3%）
1話約15分のスリーアミーゴスが主演のミニドラマ。『プロジェクトKができるまで』というストーリーもある。
- 第1話『嘘だらけの自伝でも伝説の始まり』（2003年7月14日）
- 第2話『取調室は犯人との対決の場』（2003年7月15日）
- 第3話『廊下を歩けば私の記憶を呼び起こす』（2003年7月16日）
- 第4話『応接室は所轄と本庁の折衝の場』（2003年7月17日）
- 第5話『後悔も誇りも彼という刑事に出会った事』（2003年7月18日）

『深夜も踊る大捜査線3』（2010年6月28日 - 7月1日、平均視聴率5.5%）
1話約10分のスリーアミーゴスが主演のミニドラマ。スリーアミーゴスの誕生秘話が明かされる。
- 第1話『スリアミ・ビギニング 出会い』（2010年6月28日）
- 第2話『スリアミ・ビギニング 一蓮托生』（2010年6月29日）
- 第3話『スリアミ・ビギニング 分裂危機』（2010年6月30日）
- 第4話『スリアミ・ビギニング そして、伝説へ』（2010年7月1日）

『深夜も踊る大捜査線 THE FINAL』（2012年9月3日 - 9月6日）
今までスリーアミーゴスが主演をしてきたが、それに変わり、スピンオフの主人公である木島丈一郎（寺島進）、爆発物処理班の眉田克重（松重豊）、SATの草壁中（高杉亘）が主演となっている。

『意地悪ばあさんリターンズ 伝説のばあさんVS湾岸署スリーアミーゴス意地悪バトル』（1999年10月12日、『火・曜・特・番!!』枠）
「意地悪ばあさん」（主演：青島幸男）とのクロスオーバードラマ。

『踊る大ソウル線』（2001年9月21日）

湾岸署のメンバー（恩田すみれ、和久平八郎、真下正義）が殺人事件の犯人を追って韓国に行ったところ、犯人が湾岸署管内で逮捕されてしまったために韓国出張を取り消されてしまい、後からやってきた「スリーアミーゴス」と自腹で観光旅行することになるという設定でのドラマ形式による2002 FIFAワールドカップ記念の韓国情報番組。ソウル市警察庁が全面協力している。番組の性格上、映像商品化はされていない。君塚良一の著書『裏ドラマ』では本作を「スピンオフ」と呼んでいる。「踊るレジェンド」シリーズには含まれていない。
『前日も交渉人 真下正義』（2005年5月6日、スカパー!「真下正義チャンネル」にて放送）
のちのDVD「交渉人 真下正義」の特典ディスクに収録されている。

踊るレジェンドドラマスペシャル
『踊るレジェンドドラマスペシャル逃亡者 木島丈一郎』（2005年12月10日、プレミアムステージ枠、視聴率15.6%）

2006年10月20日にも放送された。

『踊るレジェンドドラマスペシャル弁護士 灰島秀樹』（2006年10月28日、土曜プレミアム枠、視聴率16.8%）

「逃亡者 木島丈一郎」、「弁護士 灰島秀樹」は、「交渉人 真下正義」、「容疑者 室井慎次」と共に「踊るレジェンド・スペシャル・プロジェクト」として2006年10月に放送・再放送された。このプロジェクトでは、真下正義（ユースケ・サンタマリア）、室井慎次（柳葉敏郎）、木島丈一郎（寺島進）、灰島秀樹（八嶋智人）の踊るレジェンドシリーズの主人公4人によるトークが放送開始前と放送終了後に挿入されている。

『踊るレジェンドドラマスペシャル警護官 内田晋三』（2007年1月27日、土曜プレミアム枠）

『トリビアの泉 今夜復活踊る大へぇへぇ祭り!!』内トリビアの種「踊る大捜査線の脇役でスピンオフで主役ができる限界は?」の検証VTRとして放送。

### 関連のテレビ番組
映画の公開などと絡めた関連番組が数多く作成された。出演者、スタッフへのインタビュー、メイキング映像などが多いが中には本格的にドラマ仕立てになっているものもある。設定本などの公式資料ではテレビシリーズの再編集版である『ザッツ踊る大捜査線』や「踊る」シリーズの時間軸上で作られたスペシャルドラマなどと特に区別することなく放送日順に列挙されていることが多い。特に明記されていないものはフジテレビでの放送である。基本的に映像商品化はされていないが、一部はDVDの特典映像などになっている。
『踊る大予告編』（1998年10月18日）
正式タイトルは、『「踊る大捜査線 THE MOVIE」完成記念番組 踊る大予告編 秋の全国一斉バイアグラ取り締まりスペシャル』。「踊る大捜査線 THE MOVIE」の予告編として制作された番外編ドラマ。全2部構成。16:00 - 17:25に放送。
第1部は「踊る大捜査線」ファンの子供達による「子供湾岸署」を舞台にしたドラマ。（演出:李闘士男 脚本:輿水泰弘）
第2部は「亀川プロデューサー」が怪しい女に監禁されるという設定のドラマ。（演出・脚本:森淳一）
いずれにも本編のキャストは一切登場しない が映画「THE MOVIE」の本編やメイキングのシーンが織り込まれている。
出演者
亀川千広
演 - 光石研
フジテレビプロデューサー。『踊る大捜査線』よりも『ロンバケ』と『ラブジェネ』のプロデュースを担当したことに誇りを感じている。モデルは亀山千広プロデューサー。
リサ
演 - 遠山景織子
謎のテロリスト。
警察庁長官官房広報課長
演 - 木村多江
『踊る』映画化に際し、警察機構の広報責任者として警察のイメージを害していない作品かどうかを検閲するためにフジテレビに乗り込んでくる。
「一般市民」を名乗る男
『THE MOVIE』で小泉今日子が猟奇殺人犯役であるため、公開中止を求めてフジテレビに不法侵入した小泉の大ファン。

『10時間も踊る大捜査線』（スカイパーフェクTV、1999年5月8日）
「踊る大捜査線 THE MOVIE」の衛星初放送に合わせた企画。「THE MOVIE」本編2時間と一緒に放送された8時間にもなる映画のメイキング、NG集などの未公開映像、映画の宣伝とその裏側、映画公開時のドキュメント（公開初日の舞台挨拶など）、キャスト・スタッフの座談会やインタビューなどで構成された番組。映画本編放送の前後で大きく前編と後編に分かれる。
「10時間も踊る大捜査線（前編）」
- 「踊る誕生秘話」（45分）
- 「踊る大宣伝作戦」（45分）
- 「踊る現場大検証その1」（45分）
- 「踊る現場大検証その2」（45分）

それぞれの前に「見どころ紹介」がある。（各15分）
「踊る大捜査線 THE MOVIE」本編（2時間）
「10時間も踊る大捜査線（後編）」
- 「踊る大公開初日」（50分）
- 「踊る大音楽会&タイトルバック」（50分）
- 「踊る大メイキング」（80分）
- 「踊る大エピローグ」（30分）

「踊る大エピローグ」を除き、それぞれの前に「見どころ紹介」がある（各10分）

『衛星（スカパー）も踊る大捜査線』（スカイパーフェクTV、2003年6月29日）
「踊る大捜査線 THE MOVIE 2 200のリンクを探せ」（THE MOVIE 2のメイキング番組）、『深夜も踊る大捜査線2』（地上波より先行しての放送）、「踊る大捜査線 THE MOVIE」の3本立て。
『だから踊る』（2003年7月3日 - 9月25日）
出演者やスタッフが踊る大捜査線について語る毎週木曜日深夜に放送された放送時間約5分のトーク番組。全13回。織田裕二、柳葉敏郎、深津絵里、君塚良一、加瀬弘行（照明）、芦原邦雄（録音）らが出演。
『満員御礼スペシャル! 踊る大捜査線 THE MOVIE 2 大ヒットの秘密を捜査せよ』（2003年8月9日）
内容はキャストへのインタビュー、メイキング、THE MOVIE 2公開初日の舞台挨拶など。
『踊る大捜査線 THE MOVIE 2 これをみれば100倍楽しめるスペシャル』（2003年9月6日）
『交渉人 真下正義 公開記念スペシャル 祝!映画初主演!花の映画スター!ユースケ・サンタマリア誕生』（2005年5月6日）
『満員御礼! 交渉人 真下正義 共演者が語る「真下」の魅力!「ユースケ」の実力!?』（2005年5月12日）
内容は「主演・ユースケ欠席座談会」など
『容疑者 室井慎次 公開記念スペシャル 室井はシロか、クロか?』（2005年8月20日）
『弁護士灰島秀樹放送直前スペシャル』（2006年10月28日）
『踊れ!怪盗愛子』（2010年1月 - 7月）
朝の情報番組『めざましテレビ』の芸能ニュースコーナー「見たもん勝ち」内で不定期に放送されたコーナー。映画本編にも出演している皆藤愛子が「怪盗愛子」としてさまざまな情報を探り出す。「THE MOVIE3」プレミアムエディションに収録された。
『湾岸署徹底捜査ファイル』（2010年6月3日 - 7月29日）
映画情報番組「CINE・CINE団」の中で全9回にわたって放送されたミニ番組
『語る大捜査線 THE FINAL MAKING 最後の真実を目撃せよ!』（2012年8月31日）
関係者インタビュー（本広克行、織田裕二、柳葉敏郎、深津絵里、ユースケ・サンタマリア）、メイキング
『踊る大捜査線 THE FINAL INTERVIEW』（日本映画専門チャンネル、2012年9月）
プロデューサー亀山千広、本広克行監督、脚本家の君塚良一へのインタビューによりこれまで公には語られることのなかった、"踊る"誕生秘話の数々を紹介する。
『マニアテンション MAXクイズ 究極の1000択』（BSフジ、2013年3月31日）
踊る大捜査線マニアチームの3人（ネットワーク捜査員から選ばれた「かず、みや、矢武兄輔」）がマニア問題に挑戦する。多答問題10問を出題し、1問につき選択肢は100択。不正解の選択肢はシュレッターにいれるクイズ番組。第8問目『踊る大捜査線 THE MOVIE』の劇場予告で使われたワードを残せ」で不正解し、ゲームオーバーとなった。エンディングでは『踊る大捜査線 THE FINAL 新たなる希望』のソフト販売のリリースが流れた。

### 劇場映画
THE ODORU LEGEND CONTINUESを含む。
『踊る大捜査線 THE MOVIE 湾岸署史上最悪の3日間!』（東宝、1998年10月31日公開）

興行収入101億円。配給収入53億円（日本実写映画歴代興行収入第3位）、観客動員数700万人。

『踊る大捜査線 THE MOVIE 2 レインボーブリッジを封鎖せよ!』（東宝、2003年7月19日公開）

興行収入173.5億円（日本実写映画歴代興行収入第1位）、観客動員数1260万人。
『踊る大捜査線 BAYSIDE SHAKEDOWN 2』（東宝、2003年12月20日公開）
「THE MOVIE 2」を海外向けに再編集した国際戦略版。

『踊る大捜査線 THE MOVIE3 ヤツらを解放せよ!』（東宝、2010年1月クランクイン・2010年7月3日公開）

興行収入73億円、観客動員570万人。

『踊る大捜査線 THE FINAL 新たなる希望』（東宝、2012年9月7日公開）

興行収入59.7億円。
『踊る大捜査線 N.E.W.』（東宝、2026年公開予定）

THE ODORU LEGEND CONTINUES
『交渉人 真下正義』（東宝、2005年5月7日公開）

興行収入42億円、観客動員310万人。

『容疑者 室井慎次』（東宝、2005年8月27日公開）

興行収入38.3億円、観客動員287万人。

『室井慎次 敗れざる者』（東宝、2024年10月11日公開）

興行収入18.9億円。

『室井慎次 生き続ける者』（東宝、2024年11月15日公開）

興行収入17.0億円。

### ケータイ配信ドラマ
『係長 青島俊作 THE MOBILE 事件は取調室で起きている!』（2010年6月1日 - 7月9日）

『係長 青島俊作2 事件はまたまた取調室で起きている!』（2012年8月27日 - 9月7日）

### 舞台
- 『舞台も踊る大捜査線 ザッツ!! スリーアミーゴス』（2003年8月15日 - 17日）

### DVD特典
- NG集
  - 第12話『港区台場レインボーブリッジ付近会社役員絞殺凶悪殺人事件 NG傑作選』
    - テレビシリーズのNG集。「踊る大捜査線 (4) 」（VHS版）および「踊る大捜査線 (6) 」（DVD版）に収録されている。

『プロジェクトK』
サブタイトルは『ノンキャリアの申し子』。「K」とは神田署長の頭文字の「K」である。Vシネマで湾岸署神田署長の物語。『踊る大捜査線 THE MOVIE』の犯人であった坂下始と河原崎宗太が神田署長のおかげで更生したという話を語る。全体の構成やタイトルなどがプロジェクトX〜挑戦者たち〜（NHK総合テレビジョン）のパロディーのような作りになっている。
『デカウォーズ』
正式タイトルは『デカウォーズ 第1話 正義の大捜査線!』。刑事ドラマ仕立ての新人警察官募集用ビデオ。湾岸署の映画部が制作したという設定になっている。
『観光案内』
正式タイトルは『お台場観光案内 - おすすめスポットランキング』。渡辺葉子（星川なぎね）と吉川妙子（児玉多恵子）の2人の婦人警官がランキング形式でお台場の観光スポットを案内するビデオ。
『プロジェクトK』、『デカウォーズ』、『観光案内』の3本は「THE MOVIE 2」のための「湾岸署3大VTR」として作成され、湾岸署観光者相談係のモニター映像として「THE MOVIE 2」の中で使用されたほか「歳末特別警戒スペシャル完全版+α」の中でも放送された。「踊る大捜査線 BAYSIDE SHAKEDOWN 2」の特典ディスクに収録された。
『広報人 矢野君一』
矢野君一が担当しているTTRの広報番組において関係者を呼んで交渉人真下の事件を振り返るという設定で、矢野君一が十川誠志、ムロツヨシなどにインタビューする。隠しスペシャル映像として交渉人真下正義プレミアム・エディションの特典ディスク2に収録されている。

### 書籍
『diary 野口江里子の日記 1983-1985』
室井が大学時代に交際していた女性、野口江里子が書いていた日記という設定で書籍化したもの。発売に関しては制作の経緯（作家志望の踊るファンが執筆）もあり、ファンからは賛否両論がある（容疑者 室井慎次DVDのコメンタリーで製作の亀山千広が語っている）。

### ゲーム
『踊る大捜査線 THE GAME 潜水艦に潜入せよ!』
2010年7月15日にバンダイナムコゲームス・バンダイレーベルより発売されたニンテンドーDS用ゲームソフト。「THE MOVIE 2」のストーリー候補であった『潜水艦事件』のプロットを膨らまし、ゲーム化したもの。

### 企業コラボ動画
『映画「踊る大捜査線」×朝日新聞デジタル 湾岸署刑事課日記』
「踊る大捜査線 THE FINAL 新たなる希望」と朝日新聞デジタルがコラボ。朝日新聞デジタルとドコモポイントコースについて、栗山（演 - 川野直輝）と王（演 - 滝藤賢一）が湾岸署内で語ったもの。朝日新聞のYouTubeページで2012年8月23日に公開された。

## 時間軸
踊る大捜査線シリーズはこの世界設定上の時間軸での1997年1月の出来事を実際の1997年1月に放送する話で始まり、「THE MOVIE」までは放送・公開時期とほぼ同じ時期の出来事を描く形で作られてきた。亀山プロデューサーによれば踊る大捜査線シリーズのコンセプトの一つである「リアリティー」の表れの一つで、映画についても当初はテレビシリーズ第1話のリメイクや 青島が会社員を辞めて刑事を目指すようになる話など時間軸を大きく遡った時期の話を描くことも検討されたが、結局は上記の原則を踏襲する形となったとされている。
2009年3月の「踊る大捜査線 THE MOVIE 3」の制作発表においては、時間軸がリアルに進んでいることを前提に青島が係長に昇進している可能性や、新人が配属される可能性について言及されており、実際にその通りになった。その後は、描かれている時期と放送・公開時期が次第に離れてきており、「逃亡者 木島丈一郎」では初めて時系列を遡る話になった。
「THE MOVIE」以後は、映画で描かれた話の前日譚や後日譚をテレビドラマ、舞台、DVD特典映像といったさまざまな手段で描く形をとっており、それぞれの話の前後関係が複雑になっているため、下に作中の時系列に沿った一覧表を掲げる。
| 時間軸                          | 初放送・公開日          | 区分                                    | タイトル                                   | 事件名 |
| ------------------------------- | ----------------------- | --------------------------------------- | ------------------------------------------ | --- |
| 1983年9月 - 1985年1月           | 2005年9月17日           | 本                                      | 野口江里子の日記                           | |
| 1997年1月                       | 1997年1月7日            | テレビシリーズ                          | 第1話サラリーマン刑事と最初の難事件        | 会社役員絞殺事件 |
| 1997年1月                       | 1997年1月14日           | テレビシリーズ                          | 第2話愛と復讐の宅配便                      | 湾岸署爆弾未遂事件 |
| 1997年1月                       | 1997年1月21日           | テレビシリーズ                          | 第3話消された調書と彼女の事件              | 盗難傷害事件 |
| 1997年1月                       | 1997年1月28日           | テレビシリーズ                          | 第4話少女の涙と刑事のプライド              | 連続強盗傷害事件（本編より2年前に発生）・クラブ傷害事件 |
| 1997年2月                       | 1997年2月4日            | テレビシリーズ                          | 第5話彼女の悲鳴が聞こえない                | 広域連続傷害事件 |
| 1997年2月                       | 1997年2月11日           | テレビシリーズ                          | 第6話張り込み 彼女の愛と真実               | 大麻密輸事件・営業マン殺人事件 |
| 1997年2月                       | 1997年2月18日           | テレビシリーズ                          | 第7話タイムリミットは48時間                | 同上 |
| 1997年2月                       | 1997年2月25日           | テレビシリーズ                          | 第8話さらば愛しき刑事                      | 栗の木坂男性刺殺事件・空き巣窃盗事件 |
| 1997年3月                       | 1997年3月4日            | テレビシリーズ                          | 第9話湾岸署大パニック 刑事青島危機一髪     | 品川主婦殺人事件 |
| 1997年3月18日                   | 1997年3月11日           | テレビシリーズ                          | 第10話凶弾・雨に消えた刑事の涙             | 警察官殺人未遂事件 |
| 1997年3月18日                   | 1997年3月18日           | テレビシリーズ                          | 第11話（最終話）青島刑事よ永遠に           | 同上 |
| 1997年12月29日 - 31日           | 1997年12月30日          | テレビスペシャル                        | 歳末特別警戒スペシャル                     | 第一興和銀行強盗人質事件・海峰小学校傷害事件・ 大凪町マンション強盗殺人事件・湾岸署刑事課占拠事件                                                                                                   |
| 1998年4月                       | 1998年6月19日           | テレビスペシャル                        | 初夏の交通安全スペシャル                   | 小凪町会社役員射殺事件 |
| 1998年10月                      | 1998年10月6日           | テレビスペシャル                        | 秋の犯罪撲滅スペシャル                     | 会社内連続婦女暴行事件・曙荘放火殺人未遂事件 |
| THE MOVIEの直前                 | 1998年10月12日 - 16日   | テレビスペシャル                        | 深夜も踊る大捜査線 湾岸署史上最悪の3人!    | |
| 1998年11月4日 - 6日※            | 1998年10月31日          | 映画                                    | THE MOVIE 湾岸署史上最悪の3日間!           | 副総監誘拐事件・猟奇殺人事件・署内連続窃盗事件 |
| THE MOVIEの後日譚               | 2003年12月29日          | DVD特典映像                             | プロジェクトK                              | |
| 2001年9月                       | 2001年9月21日           | テレビスペシャル                        | 踊る大ソウル線                             | ゴージャス姉妹強盗殺人事件 |
| 2002年3月                       | 2010年7月15日           | ニンテンドーDS用ソフト                  | THE GAME 潜水艦に潜入せよ!                 | ストーカー殺人未遂事件・家電製品盗難事件・潜水艦事件 |
| 2003年11月16日 - 20日           | 2003年7月14日 - 18日    | テレビスペシャル                        | 深夜も踊る大捜査線2                        | |
| 2003年11月22日 - 24日※          | 2003年7月19日           | 映画                                    | THE MOVIE 2 レインボーブリッジを封鎖せよ!  | 台場役員連続殺人事件・連続婦女暴行事件・連続スリ事件 |
| THE MOVIE2の直後※               | 2003年8月15日 - 17日    | 舞台                                    | 舞台も踊る大捜査線                         | |
| 2004年10月30日 - 31日           | 2005年12月10日          | テレビスペシャル                        | 逃亡者 木島丈一郎                          | 警察官殺害事件・マンション立て篭もり事件 |
| 2004年12月23日                  | 2005年5月6日            | テレビスペシャル                        | 前日も交渉人 真下正義                      | |
| 2004年12月24日                  | 2005年5月7日            | 映画                                    | 交渉人 真下正義                            | 地下鉄実験車両乗っ取り事件・地下鉄車両基地爆破事件・ 新宿シンフォニーホール爆破未遂事件 |
| 2004年12月24日 地下鉄事件進行中 | 2007年1月27日           | テレビスペシャル （トリビアの泉の企画） | 警護官 内田晋三                            | |
| 交渉人 真下正義の直後           | 2005年12月17日          | DVD特典映像                             | 広報人 矢野君一                            | |
| 2005年2月                       | 2005年8月27日           | 映画                                    | 容疑者 室井慎次                            | 新宿3丁目強盗殺人事件 |
| 2006年3月                       | 2006年10月28日          | テレビスペシャル                        | 弁護士 灰島秀樹                            | 海洋博覧会建設反対訴訟（民事）・秋葉原大学生殺害事件（刑事） |
| 2006年12月                      | 2012年9月7日            | 映画                                    | THE FINAL 新たなる希望                     | 北品川少女誘拐殺人事件（本編より6年前に発生） |
| THE MOVIE3以前                  | 2010年6月28日 - 7月1日  | テレビスペシャル                        | 深夜も踊る大捜査線3                        | ブラジルサンバ老婆殺人事件（想像上の事件） |
| 2010年3月                       | 2010年6月1日 - 7月9日   | ドコモ動画                              | 係長 青島俊作                              | 会社員殴打事件・社長痴漢事件・中国人集団スリ事件 |
| THE MOVIE3直前                  | 2010年6月28日 -         | ドコモ動画                              | スリーアミーゴス THE MOBILE                | |
| 2010年3月28日 - 31日            | 2010年7月3日            | 映画                                    | THE MOVIE 3 ヤツらを解放せよ!              | しおかぜ銀行台場支店金庫破り事件・港区台場路線バスジャック事件・ 湾岸署拳銃三丁盗難事件・盗難拳銃発砲殺人事件・盗難拳銃連続殺人事件・ 新湾岸署毒ガス噴霧事件・TNT爆弾爆破予告事件・新湾岸署占拠事件 |
| 2012年10月                      | 2012年8月27日 -         | NOTTV                                   | 係長 青島俊作2                             | なぎさ商店街殴打事件 |
| 2012年11月                      | 2012年9月1日            | テレビスペシャル                        | THE LAST TV サラリーマン刑事と最後の難事件 | 台場偽装自殺殺人事件、ネットオークション盗難品売買事件 |
| 2012年12月                      | 2012年9月7日            | 映画                                    | THE FINAL 新たなる希望                     | 台場トンネル拳銃殺人事件・真下勇気くん誘拐事件 |
| THE FINAL 新たなる希望の後      | 2012年9月3日 - 9月6日   | テレビスペシャル                        | 深夜も踊る大捜査線 THE FINAL               | |
| 2023年9月 - 2024年1月           | 2024年10月11日/11月15日 | 映画                                    | 室井慎次 敗れざる者/生き続ける者           | 北大仙市三ツ池における男性死体遺棄事件 |
| 2026年                          | 2026年（予定）          | 映画                                    | 踊る大捜査線 N.E.W.                        | |

※「THE MOVIE」は事件の数日後に入院している青島を室井と和久が見舞うシーンで、「THE MOVIE 2」は事件の数ヶ月後（2004年1月）に室井と青島が表彰されるが青島が新たな事件の捜査のために表彰式をすっぽかすシーンで終わっている。「舞台も踊る大捜査線」では、「THE MOVIE 2」で発生した事件と表彰式との間のひとこまを描いている。
- 君塚良一の著書『裏ドラマ』の中に刑事ドラマ「デカ・ウォーズ」（DVD特典の『デカウォーズ』とは同名だが別物）にあこがれていた少年時代（1979年とされる）の青島俊作を描いたシナリオが収録されている。石原隆の提案で執筆したものの諸事情で没になったシナリオという紹介がある。君塚は同書の中で、「このシナリオをきちんと作ったことは青島という人物を深く理解するのに役だった」と述べている。
- 2001年の9月（踊る大ソウル線の時点）よりは前の時点で発生した「柏木雪乃が爆弾入りの縫いぐるみを抱えて東京湾に飛び込んだ」という未映像化の事件が存在する。「踊る大ソウル線」の中で少し言及されているほか「THE MOVIE 2」のエンドクレジットにそのシーンが一瞬映っているがその詳細は不明である。
- 「室井慎次 敗れざる者/室井慎次 生き続ける者」では随所に、時期の異なる回想（新撮）が挟み込まれる。また、後日談も一部エンドロール・スチールとして流れる。以下に箇条書きで整理する[27]。
  - リクが保護、父親・朗楽が逮捕された2017年（本編の6年前）
  - 組織改革審議委員会が解散した2018年（5年前）
  - タカの母親・麻絵が殺害された2020年（3年前）
  - 室井が警察庁を退職して秋田県に帰郷し、初めて児童相談所を訪れた2021年（2年前）
  - 室井がタカとリクに児童相談所で面接した2022年（1年前）
  - アンが日向真奈美と面会した2023年（半年前)
  - 映画のクライマックスは、2023年12月30日から年明け1月にかけての出来事
  - タカ・リク・アンが3人で暮らす（年明けから数ヶ月後）
  - 大学の大教室で学ぶタカのエンドロール・スチール（1年後）

## トピックス
お台場地区を主要な舞台とする本作品は1996年から1997年にかけてフジテレビ本社が新宿区河田町からお台場地区に移転した（撮影当時は本格移転前で、撮影スタジオのみ先行して使用していた）ことを受けて「フジテレビお台場移転第1回記念作品」として作られテロップまで作成されたが、系列局からの「フジテレビだけで放送するんじゃないから」との反対で最終的には外された。
第2作公開後、重要メンバーである和久平八郎役のいかりや長介が病没。スピンオフ作品である『容疑者 室井慎次』では、和久の健在を匂わす台詞があるが、MOVIE3での和久は故人の設定で、甥っ子として和久伸次郎が登場する。

## スタッフによる遊び心
前述の「ハイパーリンク」をはじめ、劇中には様々な"遊び心"が盛り込まれている。

### カエル急便
劇中に登場する架空の運送会社のブランド名（正式社名は新日本運搬）で、カエルのロゴマークが特徴である。毎回、カエル急便が登場すると、何かしら事件が発生する。番外編（『湾岸署婦警物語』）ではカエル急便の社屋も画面上に登場している。映画『新たなる希望』では、カエル急便の倉庫も登場している。
テレビアニメ版の『学校の怪談』には、新聞にカエル急便の広告が載っていた。（テレビアニメ『GTO』第15話にも理事長の読んでる新聞にカエル急便の広告があった。）テレビアニメ『GTO』の第17話「悪い夢! 逃亡者・鬼塚!」にカエル急便のダンボールが山積みにされていた。

### だるま
劇中に出てくる居酒屋の名前。TVシリーズ第1話和久の台詞から登場している。署長らの接待でたびたび利用されているほか、『初夏の交通安全スペシャル』で篠原夏美の歓迎コンパでも利用されている寿司屋「和之竹」が隣にある。『THE MOVIE 3』のスピンオフムービー『係長 青島俊作 THE MOBILE』では、傷害事件の現場になった。

### レインボー最中（もなか）
湾岸署管轄区域唯一の架空の名産品で署長たちが接待するときに必ず差し出す七色の最中。レインボーブリッジとかけた名前で、劇中で何度か使われ、その後も「レインボーせんべい」等の派生品も登場した。

### カップ麺
「キムチラーメン」「わさびラーメン」など架空のもの、実在のもの含めて様々なカップ麺が登場する。『THE MOVIE 2』公開の際には「湾岸ラーメン」というカップ麺が劇中に登場した。
2005年8月には、劇場公開された『容疑者 室井慎次』において舞台となる新宿北署にあった明星食品の自販機の中に入っていたカップ麺のうち、「北新宿キムチ麺」と「北新宿トムヤム麺」2つのエスニック系カップ麺が、実際に明星食品から商品として全国展開された。
2010年6月21日、劇場公開される『THE MOVIE 3』の劇中登場にあわせて「踊る大捜査線 ザ・湾岸ラーメン 海鮮キムチコク塩味」が、明星食品より全国発売された。
2012年8月27日、劇場公開される『THE FINAL』に合わせて、劇中にも登場する「踊る大捜査線 ザ・湾岸ラーメン ワンタン麺 エビ塩味」が明星食品より全国発売された。

### 登場シーン
THE MOVIE 2の冒頭、青島刑事の通勤シーンはテレビシリーズ第1話で青島が初めて湾岸署に向うシーンと同一の経路を辿っており、「空き地」から「観光地」への変貌振りがよくわかる演出になっている。
番外編で“女青島”こと篠原巡査（内田有紀）が通勤するシーンも、第1話のこれと同一のカット割になっており、青島と女青島との対比が描かれている。

### オープニング
テレビシリーズのオープニングで、それぞれの役柄の出身地や現住所、役職といったプロフィールが書かれている。

### 登場人物のプロフィール
劇中に出てくる登場人物の誕生日は演者と同じである。その他にも生年や出身地、血液型まで同じ人物もいる。

### 製作スタッフの出演
プロデューサーの亀山千広、東海林秀文をはじめ、多くの製作スタッフが『内トラ（内部エキストラ）』（業者に依頼し端役を発注するエキストラに対し、端役を内部のスタッフでまかなうこと）としてテレビ・映画全てにおいて多くのシーンに出演しており、一部の役（死体発見者、ボクサーとトレーナーなど）は準レギュラー化している。このほかに番組内で使用されている「前科者リスト」や「容疑者リスト」にもスタッフの写真が使用されるなどしている。スタッフの子供が出ているケースもある。
プロデューサーの亀山千広は「深夜も踊る大捜査線」では脚本家の君塚良一とともに「管内で刑事ドラマを撮影する許可（設定上、フジテレビ本社は湾岸署の管轄内となる）をもらいに湾岸署に来る」という設定で本人役で出演している。

### 東京ラブストーリー
『秋の犯罪撲滅スペシャル』で、青島たちが被疑者の自宅から押収したVHSビデオテープの中身を確認している際に、『東京ラブストーリー』が登場。ビデオテープの中身確認そっちのけで夢中になって見入っていた湾岸署の面々を尻目に、青島は主人公のカンチこと永尾完治（演じたのは誰あろう織田裕二である）に対して「何か…はっきりしない男っすねぇ」と言い放ち、周囲に睨みつけられるという楽屋ネタがある。

### 新世紀エヴァンゲリオン
本作の捜査本部などの場面用に製作された楽曲『危機一髪』は新世紀エヴァンゲリオンの戦闘シーン用の楽曲『Decisive Battle (EM20)』の特徴的なティンパニーパートのリズムをほぼそのまま使用している。これについて作・編曲者である松本晃彦は、本楽曲が収録されている『RHYTHM AND POLICE ORIGINAL SOUND TRACK II SOUND FILE』ブックレット内の記事にて「某アニメシリーズ？多くは語りませんがスタッフがファンなのは確かです」と関連を匂わせている。また、TV放送版の最終回・第11話で緊急逮捕された安西を湾岸署に連行してくるシーンにて「Decisive Battle」自体がそのままBGMとして使用されている。
『歳末特別警戒スペシャル』の冒頭、オーストリア大統領夫人による杉並区の病院訪問を報道するTVリポーターの名前が「綾波麗」となっている。彼女は『初夏の交通安全スペシャル』にも出演し、主人公・篠原夏美とは短大時代の同級生という設定が追加されている。夜間の飲酒運転検問で引っかかったTV番組プロデューサーの車に同乗しており、夏美に対して知り合いのよしみから「新しい仕事が取れそうだから」とプロデューサーの違反もみ消しを冗談半分に依頼している（夏美は拒否）。彼女の名前の元ネタは新世紀エヴァンゲリオンに登場するヒロインの一人、綾波レイである。

### 他の映画作品へのオマージュ
『歳末特別警戒スペシャル』のクライマックスでは、BGMとしてベートーヴェンの第九をバックに青島たちが犯人と格闘するシーンがあるが、映画『ダイ・ハード』や『新世紀エヴァンゲリオン』、後に『相棒』などでも同じ手法が用いられている。
『踊る大捜査線 THE MOVIE』のクライマックスで、青島が煙突から出るピンクの煙によって監禁された和久を探すシーンがある。そのシーンの画面が白黒になり、煙突からのピンク煙だけを着色しているのは、黒澤明の映画『天国と地獄』に登場する煙突シーンとほぼ同じである（『天国と地獄』は全篇白黒作品だが、煙突からの煙のみ着色している。このような映画を「パートカラー作品」ということがある）。そのため、このシーンで青島は「天国と地獄だ」とのセリフを残している。このモチーフの使用や劇中での「黒澤塗料」の名称使用などについては、撮影前に権利者である黒澤プロダクションから正式な使用許諾を受けている（本広克行監督が『THE MOVIE』DVDのコメンタリーにて発言）。被疑者宅へ青島が踏み込むシーンでは、青島がいきなり背中を刺されているが、これも『振り返れば奴がいる』のオマージュと考えられる。
『THE MOVIE 2』のOPでは「ファースト・ミッション』の実技訓練。犯人グループの一人が東北訛りで「蒲田」のことを「カメダ」と発音するシーンがあるが、松本清張原作の『砂の器』に出てくる件とまったく同じ手法である。すみれがそのシーンの後「砂の器……」とつぶやくセリフがある。

## 劇中用語
本作の劇中用語はいずれも、過去の刑事ドラマではあまり用いられることのなかったものである。それまでの刑事ドラマでは犯人のことを「ホシ」、事件のことを「ヤマ」などという隠語で呼ぶようにしていた。「踊る」においては全面的にこのような隠語が一般的な呼称として用いられていない。劇中では犯人のことを「被疑者・マル被」、容疑者の身柄を拘束することを「確保」と言い換えていた。
刑事課のみならず、警察内で警察官が使う「任同」「機捜」「現着」「追尾」「ローラー」「害者」「123」などの職業用語も多数引用され、一部は世間一般にも広まった。犯人と「被疑者」とは同義語ではないが、「マル被」という言い方は実際の警察の捜査員も使用する。「確保」はあくまで身柄確保の意味であり、逮捕のみを指すとは限らない。
実際に警察官（特に私服警官である刑事）は外部で仕事の話をする場合、「会社」「社長」などビジネス用語を用い、警察官であることを悟られないようにしている。しかし、これが原因で 副総監誘拐事件が発生した。
劇中で「労災」という言葉が頻繁に登場する。公務員である警察官は同様の制度である「公務災害」が適用される。
劇中で「拳銃携帯命令」と呼ばれる署員に拳銃を所持させる命令が出されているが、実際には拳銃携帯に特別な許可や命令は存在しない。
TVシリーズ第7話で、「拘留（こうりゅう）期限まで○時間○分」というテロップが複数回発現するが、これは誤りで、「勾留（こうりゅう）〜」が正しい。
どちらも読み方は同じ「こうりゅう」であるが、意味がまったく異なる。
前者は刑罰としての身柄拘束を、後者は被疑者（または被告人）の逃亡や証拠隠滅を防ぐための身柄拘束をそれぞれ指す。

## 湾岸署

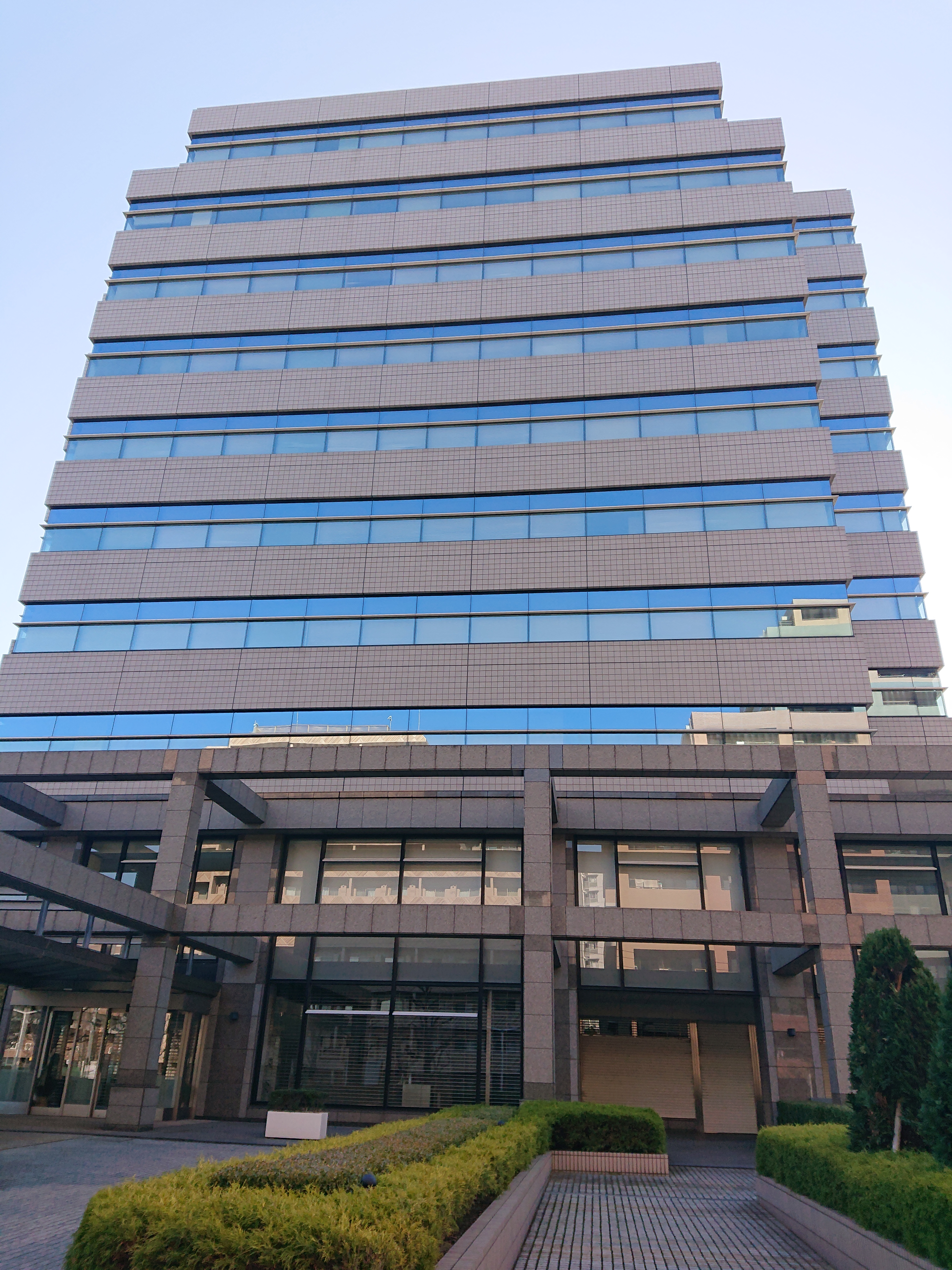
湾岸署のロケ地となった、潮見コヤマビル（現DSBグループ潮見ビル）

作品の舞台となる警察署。通称 WPS＝Wangan Police Station。「WPS／湾岸署」の2段書きはフジテレビの登録商標である。
警視庁第一方面本部に属する1995年になって新設された警察署である。所在地は、東京都港区台場3丁目2番8号（実際には台場は2丁目までしかない）。『THE MOVIE 2』のパンフレットや公式本「踊る大捜査線研究ファイル」によれば地図上での位置はフジテレビがある位置になっているが、テレビシリーズ第1話や『THE MOVIE 2』冒頭での湾岸署への出勤シーンでは、最寄り駅であるりんかい線東京テレポート駅を出てフジテレビとは逆方向の夢の大橋方面に向かって歩いている。ロケ地は江東区潮見にある潮見コヤマビル（後にDSBグループ潮見ビルに改称）で、外観、1階ロビー、屋上、生活安全課のシーンなどがここで撮影されている。なお、『THE MOVIE 3』では"新湾岸署への引っ越し作業中に事件が起こる"という設定のため、同作における湾岸署の撮影場所（外観、1階ロビーなど）は、冒頭シーンを除いて現存する東京湾岸警察署の隣に位置する"the SOHOビル"に移動している。
新設された当時は、臨海副都心といってもほとんど建設予定地ばかりで人もまばらであった。そのため他の所轄署（特に勝どき署）や警視庁の捜査員などからは「空き地署」と呼ばれ蔑まれていた。大規模所轄の部類には入るが、割合開けてきた2003年頃（『THE MOVIE 2』の時点）でもエリートコースなどではなく、相変わらず本庁の駒にされる立場の弱い所轄である。署長は延々と神田が務めており（2010年の新湾岸署移転時に真下に交代）、神田自身は丸の内署への栄転を希望しているが、青島の責任を問われ、いつも先送りとなる。署内には神田による署訓 「私あっての湾岸署」、「ミスのない捜査とスキのない接待」が配布されている。新設だけあって外部も内装も新しく、およそ警察署といったイメージではないモダンな作りとなっている。
以上は作中の「湾岸署」の設定であるが、実際にも東京水上警察署を移転改築し近隣署と管轄を調整、臨海副都心全体を管轄する「東京湾岸警察署」 (Tokyo Wangan Police Station) が2008年3月31日に開署した。

## 音楽

### 主題歌
- 「Love Somebody」 - 織田裕二withマキシ・プリースト（テレビシリーズ、歳末特別警戒スペシャル、初夏の交通安全スペシャル、THE LAST TV）
- 「Love Somebody [CINEMA Version]」 - 織田裕二（秋の犯罪撲滅スペシャル、THE MOVIE）
- 「Love Somebody -CINEMA Version II-」 - 織田裕二 feat.MYA （THE MOVIE 2）
- 「Love Somebody -CINEMA Version III-」 - 織田裕二（THE MOVIE 3）
- 「Love Somebody (CINEMA Version IV)」 - 織田裕二（THE FINAL）

「Love Somebody」は本来クリスマスソングとして作られた。
「Love Somebody-CINEMA Version II-」では歌詞の一部が変更されており、「誰かを愛せたとき」から「あなたを愛せたとき」になっているが「Love Somebody-CINEMA Version III-」 では「誰かを愛せたとき」に戻された。

### サウンドトラック（BGM）
ドラマ版から『容疑者 室井慎次』を担当しているのは松本晃彦、『THE MOVIE 3』『THE FINAL』を担当しているのは菅野祐悟、『室井慎次 敗れざる者』『室井慎次 生き続ける者』を担当しているのは武部聡志である。松本は2005年12月に放映された「逃亡者 木島丈一郎」も担当した。アルバム『RHYTHM AND POLICE』は、IからVを合わせて100万枚以上販売されている。フェイス・ワンダワークスが2015年に発表したGIGAエンタメロディで15年間で最も多くダウンロードされた着信メロディを集計した「着信メロディ15年間ランキング」において、「Rhythm And Police」は10位にランクインされた。
メインテーマ曲「Rhythm And Police」（日本音楽著作権協会（JASRAC）作品コード049-0585-7）の原曲は、メキシコの作曲家ロレンソ・バルセラータ（Lorenzo Barcelata Castro；二つ目の姓である「カストロ」は母方の姓）(1889 - 1943)が作曲作詞した『エル・カスカベル』（El Cascabel；日本音楽著作権協会（JASRAC）作品コード0K3-4404-1） である。すでに著作者であるロレンソ・バルセラータの死後50年が経過しているため、1994年の時点で、日本国内における『エル・カスカベル』の著作権は消滅している。日本国外でのBAYSIDE SHAKEDOWN 2の上映には国および地域によっては問題が残る。Rhythm And Policeにサンプリングとして使われているのはボイジャー（1977年）に搭載された「地球の音 (The Sounds of Earth)」と同一の編曲のもので、このレコードの音源は1992年にWarner New MediaからCD化され聴くことができる。
スピンオフである『踊るレジェンド』作品（「交渉人 真下正義」「容疑者 室井慎次」「逃亡者 木島丈一郎」「弁護士 灰島秀樹」「警護官 内田晋三」）では『Rhythm And Police』は使用されていない。※ただし、DVD特典として収録された「警護官〜」では権利上の関係からか、タイトルバックの曲が『Rhythm And Police』に差し替えられている。
- RHYTHM AND POLICE ORIGINAL SOUND TRACK F.F.S.S.（1997年2月26日発売）
- RHYTHM AND POLICE ORIGINAL SOUND TRACK II SOUND FILE（1997年3月26日発売）
- RHYTHM AND POLICE ORIGINAL SOUND TRACK III THE MOVIE F.F.S.S.（1998年10月28日発売）
- RHYTHM AND POLICE PERFECT BOX （1998年12月23日発売）
- RHYTHM AND POLICE THE BEST F.F.S.S. （2003年6月25日発売）
- RHYTHM AND POLICE ORIGINAL SOUND TRACK IV THE MOVIE 2 F.F.S.S.（2003年7月16日発売）
- RHYTHM AND POLICE THE REMIX（2003年8月20日発売）
- RHYTHM AND POLICE ORIGINAL SOUND TRACK V THE MOVIE 2〜SOUND FILE F.F.S.S.（2003年9月26日発売）
- RHYTHM AND POLICE THE COMPLETE FILE （2004年3月24日発売）
- NEGOTIATOR ORIGINAL MOTION PICTURE SOUNDTRACK（2005年4月27日発売）
- THE SUSPECT ORIGINAL MOTION PICTURE SOUNDTRACK（2005年8月24日発売）
- ORIGINAL MOTION PICTURE SOUNDTRACK THE MOVIE3 （2010年7月7日発売）
- ORIGINAL MOTION PICTURE SOUNDTRACK FINAL （2012年9月5日発売）
- ※詳細は下記に記述。

このほかにも、過去のフジテレビで使われた演奏曲も使われている。第10話の最後のシーンで真下が撃たれた時に流れていた曲は、「NIGHT HEAD」でも使われているので、踊るのサントラ独自のものではない。
『RHYTHM AND POLICE』はコナミのBEMANIシリーズのアーケードゲームでは『ポップンミュージック11』に、アレンジ版である「Rhythm & Police (K.O.G G3 Mix)」（CJ Crew feat. Christian D.）が『Dance Dance Revolution 5thMIX』で収録されている。ほか、トミーのヴァイオリン型電子玩具『evio』の外部メディアにも「踊る大捜査線のテーマ」として収録されている。また、日本を含めて世界的に行われているフィットネスプログラム「ボディコンバット」でも使用されている。
テレビシリーズでBGMとして、アニメ「新世紀エヴァンゲリオン」の戦闘シーン「DECISIVE BATTLE」「Spending Time in Preparation」のアレンジを使用している。番組の音響担当者がエヴァ製作者に了解を得て製作した（DVD「踊る大捜査線1」より）。第1話のみアレンジの時間がなく庵野秀明に本広克行が電話で了解を得てエヴァサントラの曲をそのまま使用した。

## 受賞
- 連続ドラマ（1997年）
  - 第12回ザテレビジョンドラマアカデミー賞
    - 最優秀作品賞
    - 主演男優賞（織田裕二）
    - 脚本賞（君塚良一）
    - 監督賞（本広克行､澤田鎌作）

## 関連商品
スピンオフ作品関係を含む。

### 書籍
- シナリオ集
  - 踊る大捜査線 湾岸警察署事件簿 （キネマ旬報社キネ旬ムック 1998年10月31日）ISBN 4-87376-505-6

テレビシリーズ、歳末特別警戒スペシャル、秋の犯罪撲滅スペシャルを収録
  - 踊る大捜査線THE MOVIE シナリオガイドブック（キネマ旬報社キネ旬ムック 1999年4月17日）ISBN 4-8737-6512-9

踊る大捜査線 THE MOVIE、秋の犯罪撲滅スペシャル（完璧版）、深夜も踊る大捜査線を収録
  - 踊る大捜査線THE MOVIE 2レインボーブリッジを封鎖せよ!シナリオガイドブック（キネマ旬報社キネ旬ムック 2003年9月16日）ISBN 4-8737-6602-8

踊る大捜査線 THE MOVIE 2、深夜も踊る大捜査線2、舞台も踊る大捜査線を収録
  - 「交渉人 真下正義」シナリオガイドブック （キネマ旬報社キネ旬ムック 2005年6月22日） ISBN 4-8737-6618-4
  - 「容疑者 室井慎次」シナリオガイドブック （キネマ旬報社キネ旬ムック 2005年10月17日） ISBN 4-8737-6622-2
  - 踊る大捜査線 THE MOVIE 3 ヤツらを解放せよ!シナリオガイドブック（キネマ旬報社キネ旬ムック 2010年8月31日） ISBN 4-8737-6710-5
  - 踊る大捜査線 THE FINAL 新たなる希望 シナリオガイドブック（キネマ旬報社キネ旬ムック 2012年9月22日） ISBN 4-8737-6762-8
- ノベライズ本
単行本と文庫本の内容は同じである。
  - 踊る大捜査線（扶桑社文庫 フジテレビ出版 1997年3月） ISBN 4-594-02212-X
  - 踊る大捜査線 （扶桑社文庫 フジテレビ出版 2002年9月30日） ISBN 4-594-03678-3

テレビシリーズを収録
  - 踊る大捜査線スペシャル（扶桑社文庫 フジテレビ出版 1998年10月） ISBN 4-5940-2595-1
  - 踊る大捜査線スペシャル（扶桑社文庫 フジテレビ出版 2003年5月30日） ISBN 4-5940-3991-X

歳末特別警戒スペシャル、秋の犯罪撲滅スペシャル、踊る大捜査線 THE MOVIEを収録
  - 小説 交渉人真下正義 （扶桑社文庫 フジテレビ出版 2005年6月20日） ISBN 4-5940-4973-7
  - 小説 容疑者・室井慎次 （扶桑社文庫 フジテレビ出版 2005年9月30日） ISBN 4-5940-5039-5
  - 踊る大捜査線 THE MOVIE 2 レインボーブリッジを封鎖せよ!（扶桑社文庫 フジテレビ出版 2010年6月22日） ISBN 978-4-594-06240-8
  - 踊る大捜査線 THE MOVIE 3 ヤツらを解放せよ!（扶桑社文庫 フジテレビ出版 2010年7月29日） ISBN 978-4-5940-6255-2
  - 踊る大捜査線 THE FINAL 新たなる希望（扶桑社文庫 フジテレビ出版 2012年9月6日）ISBN 978-4-5940-6670-3
- 踊る大捜査線THE MAGAZINE（ぴあ 1998年10月）ISBN 4-89215-054-1
- 踊るインターネット―踊る大捜査線オフィシャルwebサイト・捜査レポート（キネマ旬報社キネ旬ムック、1999年8月） ISBN 4-8737-6517-X
- 踊る大捜査線研究ファイル（扶桑社文庫 フジテレビ出版、2003年5月30日） ISBN 4-5940-3989-8
- 勝手に!踊る大捜査線 （フジテレビ出版 2003年7月） ISBN 4-594-04138-8
- 踊る大捜査線THE MOVIE 2レインボーブリッジを封鎖せよ!完全調書 お台場連続多発事件特別捜査本部報告書 （角川書店 2003年7月） ISBN 4-04-853645-1
- 踊る大捜査線TheMovie2 青島刑事コンプリートブック （ぴあ 2003年7月） ISBN 4-8356-0534-9
- 踊る大捜査線THE MOVIE2完全裏バイブル （講談社 2003年7月） ISBN 4-06-339997-4
- 公式ガイドブック『交渉人 真下正義』完全FILE （角川書店 2005年4月8日） ISBN 4-0485-3844-6
- 真下警視完全読本コンプリートブック（ぴあMOOK ぴあ 2005年5月20日） ISBN 4-8356-0726-0
- 交渉人真下正義ネゴシエイションズガイドブック（TJ MOOK 宝島社、2005年5月23日） ISBN 4-7966-4589-6
- 公式ガイドブック「容疑者 室井慎次」完全FILE （角川書店 2005年8月3日） ISBN 4-0485-3898-5
- 室井管理官完全読本コンプリートブック（ぴあMOOK ぴあ 2005年8月30日） ISBN 4-8356-0746-5
- diary 野口江里子の日記 1983-1985（講談社 2005年9月17日） ISBN 978-4-0621-3120-9
- 踊る大捜査線 THE MOVIE3 完全読本（ぴあMOOK ぴあ 2010年6月21日）ISBN 978-4-8356-1346-8
- 踊る監督日記 〜踊る大捜査線 THE MOVIE3 ヤツらを解放せよ!〜（講談社 2010年8月27日）ISBN 978-4-0621-6443-6
- 踊る大捜査線 THE FINAL COMPLETE BOOK（ぴあMOOK ぴあ 2012年8月28日）ISBN 978-4-8356-2131-9

### VHS
販売元は株式会社ポニーキャニオン
- 踊る大捜査線 (1) （1997年8月20日）テレビシリーズ第1、2、3話を収録
- 踊る大捜査線 (2) （1997年8月20日）テレビシリーズ第4、5、6話を収録
- 踊る大捜査線 (3) （1997年8月20日）テレビシリーズ第7、8、9話を収録
- 踊る大捜査線 (4) （1997年8月20日）テレビシリーズ第10、11話、NG集を収録
- 踊る大捜査線 歳末特別警戒スペシャル完全版 （1998年4月17日）
- 踊る大捜査線 番外編湾岸署婦警物語 初夏の交通安全スペシャル （1998年8月19日）
- 踊る大捜査線 秋の犯罪撲滅スペシャル完全版 （1998年11月18日）
- 深夜も踊る大捜査線〜湾岸署史上最悪の三人!〜 （1999年4月21日）
- 踊る大捜査線 THE MOVIE〜湾岸署史上最悪の3日間〜 （1999年6月15日）
- 踊る大捜査線 THE MOVIE〜湾岸署史上最悪の3日間〜[完全版] （2000年1月19日）
- 踊る大捜査線 THE MOVIE2 （2004年6月2日）（通販専用）
- 踊る大捜査線 BAYSIDE SHAKEDOWN 2 （2004年6月2日）
- 舞台も踊る大捜査線 ザッツ!! スリーアミーゴス （2004年6月30日）
- 深夜も踊る大捜査線2 （2004年6月30日）

### DVD
販売元はポニーキャニオン
- 踊る大捜査線 (1) （2000年12月20日）テレビシリーズ第1話を収録
- 踊る大捜査線 (2) （2000年12月20日）テレビシリーズ第2、3話を収録
- 踊る大捜査線 (3) （2000年12月20日）テレビシリーズ第4、5話を収録
- 踊る大捜査線 (4) （2000年12月20日）テレビシリーズ第6、7話を収録
- 踊る大捜査線 (5) （2000年12月20日）テレビシリーズ第8、9話を収録
- 踊る大捜査線 (6) （2000年12月20日）テレビシリーズ第10、11話、NG集を収録
- 踊る大捜査線BOXセットDVD （2000年12月20日）
  - 6枚組、TVシリーズ6巻を収録
- 踊る大捜査線 歳末特別警戒スペシャル 完全版（2001年1月17日）
- 踊る大捜査線 番外編湾岸署婦警物語 初夏の交通安全スペシャル（2001年1月17日）
- 踊る大捜査線 秋の犯罪撲滅スペシャル 完全版（2001年1月17日）
- ※踊る大捜査線 THE MOVIE（2000年7月19日）
  - 通常版と特別版があり、特別版は2枚組。特典DISCには「深夜も踊る大捜査線」を収録。
- ※踊る大捜査線 THE MOVIE 2 レインボーブリッジを封鎖せよ! （2004年6月2日）
- ※踊る大捜査線 BAYSIDE SHAKEDOWN 2（2004年6月2日）
  - 2枚組。特典DISC付き（OD2プロジェクト、監視カメラ映像、刑事〔デカ〕ウォーズ、観光案内 - おすすめスポットランキング、プロジェクトKなどを収録）。
- 深夜も踊る大捜査線2 （2004年6月30日）
- 舞台も踊る大捜査線 ザッツ!! スリーアミーゴス （2004年6月30日）
- 踊る大捜査線 THE MOVIE 1&2 Hi-Bit Twin Edition （2004年9月15日）
  - 映画第1弾と第2弾の2枚組。HI-BITエディション版。
  - 封入特典としてDVDクリーニングDISC1枚
- 踊る大捜査線 COMPLETE DVD-BOX（2005年11月25日）
  - 収録内容 全17枚 特製ブックレット付き
  - 「踊る大捜査線」テレビシリーズ全6巻
  - 「歳末特別警戒スペシャル完全版」
  - 「番外編湾岸署婦警物語初夏の交通安全スペシャル」
  - 「秋の犯罪撲滅スペシャル完全版」
  - 「踊る大捜査線 THE MOVIE」
  - 「踊る大捜査線 THE MOVIE 2 レインボーブリッジを封鎖せよ!」
  - 「BAYSIDE SHAKEDOWN 2」
  - 「BAYSIDE SHAKEDOWN 2 特典DISC」
  - 「深夜も踊る大捜査線」
  - 「深夜も踊る大捜査線2」
  - 「舞台も踊る大捜査線」
  - 「DVD-BOX 特典DISC」
- ※交渉人 真下正義 プレミアム・エディション（2005年12月17日）（50,000枚限定生産）
  - アウターケース（外箱）+デジパック仕様（真下正義が「THE MOVIE 2」の中で雪乃の写真を入れて持ち歩いていたフォトスタンドを模したものになっている。） 特典ディスク3枚付き
  - 特典ディスク1「前日も交渉人 真下正義」ほか収録
  - 特典ディスク2「広報人 矢野君一」ほか収録
  - 特典ディスク3「逃亡者 木島丈一郎」本編ディスク（同ドラマに関するメイキングやインタビューも収録されている。）
- ※交渉人 真下正義 スタンダード・エディション（2005年12月17日）
  - 特典ディスク1枚付き（内容はプレミアム・エディションの特典ディスク1と同じ）
- ※容疑者 室井慎次 プレミアム・エディション（2006年4月19日）（50,000枚限定生産）
  - 特典ディスク2枚+君塚監督撮影台本レプリカ付き
  - 特典ディスク1「メイキング、豪華キャスト特別座談会、予告編」ほか収録
  - 特典ディスク2「法廷劇シーンマルチプレビュー」ほか収録
- 容疑者 室井慎次 スタンダード・エディション（2006年4月19日）
  - 特典ディスク1枚付き（内容はプレミアム・エディションの特典ディスク1と同じ）
- 踊る大捜査線 THE MOVIE 3 ヤツらを解放せよ! プレミアム・エディション（2011年2月2日）
  - アウターケース（外箱）仕様。特典ディスク2枚付き。
  - 本編ディスク 「警護官 内田晋三」（初回生産版のみ）
  - 特典ディスク1 「メイキング、未公開シーン、キャスト・インタビュー、湾岸署歌、新湾岸署MAP」
  - 特典ディスク2 「イベント映像集、踊れ 快盗愛子（めざましテレビで放送）」
- 踊る大捜査線 THE MOVIE 3 ヤツらを解放せよ! スタンダード・エディション（2011年2月2日）
- 踊る大捜査線 THE MOVIE 3 カエル急便おまとめパック（初回限定生産）（2011年2月2日）
  - カエル急便のダンボールを模した特製ケースに、「踊る大捜査線 THE MOVIE 3 ヤツらを解放せよ! プレミアム・エディション」、「係長 青島俊作 THE MOBILE 事件は取調室で起きている!」、「深夜も踊る大捜査線3」がセットになったもの
- 係長 青島俊作 THE MOBILE 事件は取調室で起きている!（2011年2月2日）
- 深夜も踊る大捜査線3（2011年2月2日）
- 踊る大捜査線 THE LAST TV サラリーマン刑事と最後の難事件（2013年4月3日）
  - 映像特典：プレミアムトーク「織田裕二×柳葉敏郎、織田裕二×深津絵里、織田裕二×ユースケ・サンタマリア」、笠井アナ撮影現場リポート、予告編集、音声特典：オーディオコメンタリー、初回限定特典：特製アウターケース
- 係長 青島俊作2 事件はまたまた取調室で起きている!（2013年4月3日）
- 深夜も踊る大捜査線 THE FINAL（2013年4月3日）
- 踊る大捜査線 THE FINAL 新たなる希望 スタンダード・エディション（2013年4月26日）
  - 映像特典：特報・劇場予告編・TVスポット集、音声特典：オーディオコメンタリー（製作・亀山千広×脚本：君塚良一×監督：本広克行）
- 踊る大捜査線 THE FINAL 新たなる希望 プレミアム・エディション（2013年4月26日）
  - ディスク1・本編、映像・音声特典（スタンダード・エディションと同様）、ディスク2・特典DVD1：FINAL & LAST TVメイキング、オフィシャルインタビュー、隠し映像、ディスク3・特典DVD2：完成披露舞台挨拶、初日舞台挨拶〜公開記念5大都市舞台挨拶、中野友加里現場リポート、特製アウターケース付き
- 踊る大捜査線 THE FINAL 新たなる希望 FINAL SET（2013年4月26日）
  - セット内容：プレミアム・エディション、『踊る大捜査線 THE LAST TV サラリーマン刑事と最後の難事件』（初回生産分はアウターケース付き）、『係長 青島俊作2 事件はまたまた取調室で起きている!』 DVD、『深夜も踊る大捜査線 THE FINAL』 DVD、FINAL SET専用特典DVD（語る踊る大捜査線 THE FINAL MAKING、踊る大捜査線 THE FINAL INTERVIEW、タイトルバックの作り方!、めざまし presents 踊る15years）、先着予約・購入特典：プレスパンフレット ミニチュアエディットver.、特製BOX付き

※は英語字幕付き。

### Blu-ray
販売元はすべてポニーキャニオン
- 踊る大捜査線 THE MOVIE（2010年7月21日）
- 踊る大捜査線 THE MOVIE 2 レインボーブリッジを封鎖せよ!（2010年7月21日）
- 交渉人 真下正義（2010年7月21日）
- 容疑者 室井慎次（2010年7月21日）
- 踊る大捜査線 THE MOVIE 3 ヤツらを解放せよ! プレミアム・エディション（2011年2月2日）
- 踊る大捜査線 THE MOVIE 3 ヤツらを解放せよ! スタンダード・エディション（2011年2月2日）
- 踊る大捜査線 THE MOVIE 3 カエル急便おまとめパック（初回限定生産）（2011年2月2日）
- 踊る大捜査線 THE LAST TV サラリーマン刑事と最後の難事件（2013年4月3日）
- 踊る大捜査線 SPIN-OFF COMPLETE Blu-ray BOX（数量限定生産、2013年4月3日）
  - ディスク1：『逃亡者 木島丈一郎』、映像特典、メイキング、『警護官 内田晋三』
  - ディスク2：『弁護士 灰島秀樹』
- 踊る大捜査線 THE FINAL 新たなる希望 スタンダード・エディション（2013年4月26日）
- 踊る大捜査線 THE FINAL 新たなる希望 プレミアム・エディション（2013年4月26日）
- 踊る大捜査線 THE FINAL 新たなる希望 FINAL SET（2013年4月26日）

## スタッフ

### 脚本・演出・監督・音楽
| タイトル                 | 脚本                    | 演出・監督                   | 音楽     | その他                                           |
| ------------------------ | ----------------------- | ---------------------------- | -------- | ------------------------------------------------ |
| テレビシリーズ第1話      | 君塚良一                | 本広克行                     | 松本晃彦 |                                                  |
| テレビシリーズ第2話      | 君塚良一                | 本広克行                     | 松本晃彦 |                                                  |
| テレビシリーズ第3話      | 君塚良一                | 澤田鎌作                     | 松本晃彦 |                                                  |
| テレビシリーズ第4話      | 君塚良一                | 澤田鎌作                     | 松本晃彦 |                                                  |
| テレビシリーズ第5話      | 君塚良一                | 本広克行                     | 松本晃彦 |                                                  |
| テレビシリーズ第6話      | 君塚良一                | 澤田鎌作                     | 松本晃彦 |                                                  |
| テレビシリーズ第7話      | 君塚良一                | 本広克行                     | 松本晃彦 |                                                  |
| テレビシリーズ第8話      | 君塚良一                | 澤田鎌作                     | 松本晃彦 |                                                  |
| テレビシリーズ第9話      | 君塚良一                | 本広克行                     | 松本晃彦 |                                                  |
| テレビシリーズ第10話     | 君塚良一                | 澤田鎌作                     | 松本晃彦 |                                                  |
| テレビシリーズ第11話     | 君塚良一                | 本広克行                     | 松本晃彦 |                                                  |
| 歳末特別警戒スペシャル   | 君塚良一                | 本広克行                     | 松本晃彦 |                                                  |
| 初夏の交通安全スペシャル | 尾崎将也                | 本広克行                     | 松本晃彦 | 原案・君塚良一                                   |
| 秋の犯罪撲滅スペシャル   | 君塚良一                | 澤田鎌作                     | 松本晃彦 |                                                  |
| THE MOVIE                | 君塚良一                | 本広克行                     | 松本晃彦 |                                                  |
| 深夜も踊る大捜査線       | 君塚良一                | 本広克行                     | 松本晃彦 |                                                  |
| 踊る大ソウル線           | 大田一水（構成・脚本）※ | 本広克行・菅剛史・澤田鎌作   | 松本晃彦 | 原案・君塚良一                                   |
| THE MOVIE 2              | 君塚良一                | 本広克行                     | 松本晃彦 |                                                  |
| 深夜も踊る大捜査線2      | 君塚良一                | 本広克行・長瀬邦弘・河合勇人 | 松本晃彦 |                                                  |
| 舞台も踊る大捜査線       | 君塚良一                | 本広克行                     | 松本晃彦 |                                                  |
| 交渉人 真下正義          | 十川誠志                | 本広克行                     | 松本晃彦 | 原案・君塚良一                                   |
| 前日も交渉人 真下正義    | 十川誠志                | 波多野貴文                   | 松本晃彦 |                                                  |
| 容疑者 室井慎次          | 君塚良一                | 君塚良一                     | 松本晃彦 | 脚本・監督兼務                                   |
| 逃亡者 木島丈一郎        | 十川誠志                | 波多野貴文                   | 松本晃彦 | プロデューサー・本広克行                         |
| 弁護士 灰島秀樹          | 君塚良一                | 小林大策                     | 梅堀淳   |                                                  |
| 警護官 内田晋三          | 君塚良一                | 本広克行                     | 松本晃彦 |                                                  |
| THE MOVIE 3              | 君塚良一                | 本広克行                     | 菅野祐悟 | 脚本協力・金沢達也、オリジナルテーマ曲・松本晃彦 |
| 深夜も踊る大捜査線3      | 君塚良一                | 松川嵩史                     | 松本晃彦 |                                                  |
| 係長 青島俊作1・2        | 金沢達也                | 長瀬国博                     | 松本晃彦 | 原案・君塚良一                                   |
| 深夜も踊る大捜査線FINAL  | 十川誠志                | 長瀬国博                     | 松本晃彦 | 原案・君塚良一                                   |
| THE LAST TV              | 君塚良一                | 本広克行                     | 菅野祐悟 | シリーズ音楽・松本晃彦                           |
| THE FINAL                | 君塚良一                | 本広克行                     | 菅野祐悟 | シリーズ音楽・松本晃彦                           |
| 室井慎次 敗れざる者      | 君塚良一                | 本広克行                     | 武部聡志 | シリーズ音楽・松本晃彦                           |
| 室井慎次 生き続ける者    | 君塚良一                | 本広克行                     | 武部聡志 | シリーズ音楽・松本晃彦                           |
| N.E.W.                   | 君塚良一                | 本広克行                     | 未発表   |                                                  |

※「踊る大ソウル線」のうち、終盤の「THE MOVIE」と「踊る大ソウル線」の間に起きた出来事を登場人物が語るシーンは、君塚がノンクレジットで執筆した（君塚の著書「裏ドラマ」による）。

### その他
- 協力プロデューサー（映画版） - 石原隆、高井一郎、大多亮
- プロデュース補（テレビ版） - 高井一郎、谷古浩子、榊原妙子、渡辺美郁
- 広報 - 名須川京子
- スチル - 得本公一、笠井新也
- Web制作/管理 - 橋爪まきこ
- BBS制作/管理 - 鴨川ひろき、三原たかし
- 演出補 - 羽住英一郎、長瀬国博、藤田智弘、芦田優子、右近照久、七高剛、大木綾子
- 技斗 - 佐々木修平
- 記録 - 馬場徳子、曽我部直子
- プロデューサー - 亀山千広
- キャスティングプロデューサー - 東海林秀文

## 本シリーズの影響
「踊る大捜査線」シリーズが好評であったことから、本シリーズのタイトルやキャラクターを使用したドキュメンタリー番組や選挙特別番組が放送された。
FNN踊る大選挙戦
「選挙は現場で起きている!」をテーマに踊る大捜査線風の演出で放送したFNNの選挙特別番組。
日本代表 踊る大4連戦
サッカー『キリンチャレンジカップ2010』および『東アジアサッカー選手権2010』より、2010年2月2日-2月14日の日本代表4戦のフジテレビ系列テレビ中継枠の特別番組。

### 警察追跡ドキュメンタリー番組
『実録!踊る大捜査線 凶悪犯もビビる!これが日本の名刑事だ』
1. 2004年5月25日 視聴率13.6%
2. 2004年11月30日（スタジオ部分は生放送）

全国各地に点在する刑事ドラマ顔負けの刑事に密着追跡。
- 司会 - 徳光和夫、小島奈津子
- ゲスト - 宇梶剛士、筧利夫、若槻千夏
- スタッフ
  - ナレーター - 野田圭一
  - プロデューサー - 大野貢、小室俊一
  - ディレクター - 小泉恵一（SJK）

『踊る!大警察24時〜汗と涙の新人刑事物語〜』（2005年12月6日放送）
ストーリーテラー・スリーアミーゴス（小野武彦、北村総一朗、斉藤暁）
犯罪に立ち向かう新人刑事の活躍を追跡。
『踊る!大警察24時〜熱血刑事はつらいよ 逮捕の瞬間100連発〜』（2006年10月11日）

『踊る!大警察24時 逮捕の瞬間100連発』（2007年10月12日、2008年1月11日、2010年5月11日）

『踊る!大警察24時 凶悪犯逮捕の瞬間SP』（2010年10月26日）

### パロディ版
バラエティー番組を始めとする様々な作品で「踊る大○○線」といった名前を持ったパロディーが作られた。一部の番組には本物のキャストが出演している。
バラエティ番組
- 「ハッピーバースデー!」のコーナー「盆踊る大捜査線」（1998年8月9日、フジテレビ系） - 柳葉敏郎が出演
- 「SMAP×SMAP」（関西テレビ・フジテレビ系）のコーナーコント
  - 「踊れ大捜査線（1998年11月23日） - 香取慎吾が青島俊作を演じている・斉藤暁が出演
  - 「踊れ大捜査線2（2003年7月21日） - 真矢みきが出演。織田裕二がサプライズで登場
- 「笑う犬の生活（フジテレビ系）のコーナーコント
  - 「踊る大新幹線 THE MOVIE」（1998年11月25日）
  - 「踊る大扁桃腺 THE MOVIE」（1998年11月25日）
  - 「踊る大津軽三味線 THE MOVIE」（1998年12月2日）
  - 「笑う犬にはそうさせん THE MOVIE」（1998年12月2日）
    - 「笑う犬の情熱」の「ひとり踊る大捜査線 五条大橋を封鎖せよ!」（2003年9月28日）
- 「炎のチャレンジャー 秋の3時間スペシャル」のチャレンジ企画「内村大捜査線!逃げる内村光良捕まえれば100万円」（1998年9月15日、テレビ朝日系）
- 「くりぃむしちゅーのたりらリラ〜ン」のコントドラマ「踊るベタ捜査線」（2005年12月7日、日本テレビ系）
- 「めちゃ×2イケてるッ!」のコーナーコント「フジテレビ警察」（1999年[いつ?]、フジテレビ） - 筧利夫が新城賢太郎管理官として本庁からやってきたという設定で出演。
- 「脳内活性!クイズファクトリー」のコーナー「踊る大調査線」（2006年、関西テレビ）[いつ?]
- 「ラヴィット!」のコーナー「チャーハン大捜査線」（2024年6月5日から、TBSテレビ）※コント+店紹介

テレビアニメ
- 「こちら葛飾区亀有公園前派出所 (アニメ)」（フジテレビ系）
  - 「両津ーっ!事件は会議室で起きてるんじゃない!亀有で起きてるんだスペシャル」（1998年12月27日）
  - 第194話「踊る大江戸捜査網」（2001年1月28日）
- 「クレヨンしんちゃん」の第432話「張り込みは忍耐だゾ」（2002年3月22日）織田といかりやのパロディーキャラである、汚田とにがりやが登場。

テレビドラマ
- 「ケータイ刑事 銭形舞」第8話「揺れる大捜査線! 〜スイカップを確保せよ〜」（2003年11月23日、BS-i）
- 「裏相棒」第三夜「踊る大発毛腺」（2008年4月24日、テレビ朝日）

映画
- 「こちら葛飾区亀有公園前派出所 THE MOVIE 〜勝どき橋を封鎖せよ!〜」（2011年8月）

ラジオ
- 「CHUMMY TRAIN」のコーナー「劣る大捜査線4」（α-STATION）[いつ?]
- 「南かおりのHello Musicらんど」のコーナー「踊る!歌の大捜査線」（KBS京都ラジオ）[いつ?]

## 撮影協力

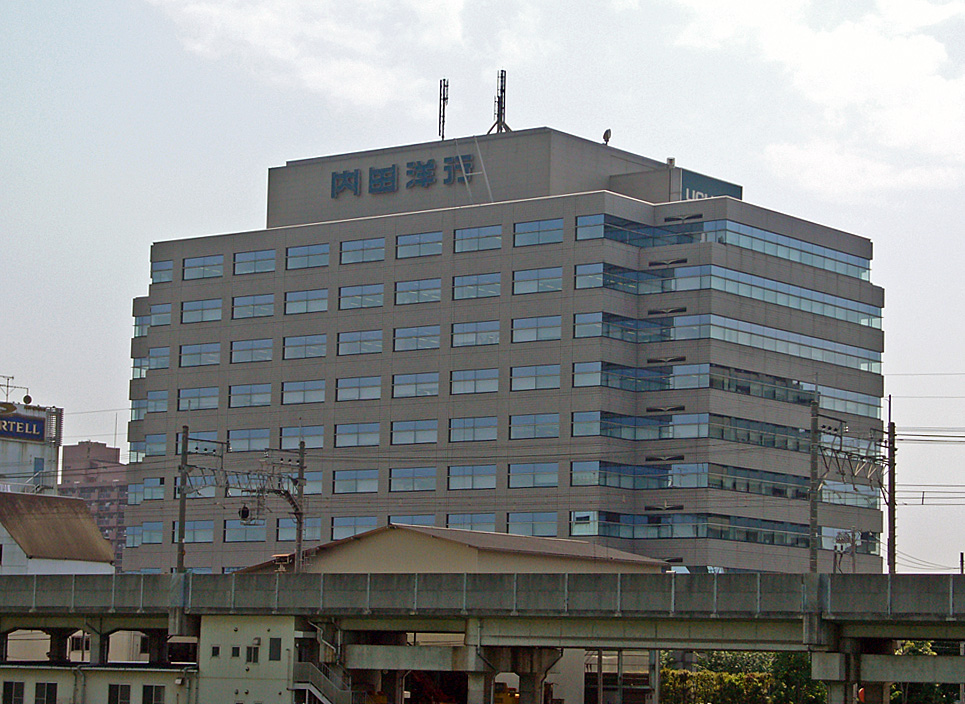
湾岸警察署庁舎としてロケが行われた旧潮見コヤマビル

- キヤノン本社地内ビルディングの正面大階段 警視庁大階段のロケ地
- 潮見コヤマビル（後にDSBグループ潮見ビル） 湾岸警察署庁舎ロケ地
- the SOHO 湾岸警察署新庁舎ロケ地
- JH関西支社
- 神戸市営地下鉄
- 警視庁
- 東京テレポート駅
- いわき市
- カシオ計算機
- 茨城県庁
- クロス・ウェーブ府中 新湾岸署の捜査会議室として [39]

## 関連イベント
お台場冒険王
フジテレビが2003年から2008年まで毎年夏にお台場で行っていたイベントである。毎年何らかの踊るシリーズ関連の催しが行われていた。
2003年
「THE MOVIE 2」の公開と時期が重なったこともあり、
- 「踊る大捜査線湾岸ミュージアム」として湾岸署セットが再現されたほか、小物や衣装も展示された。多くのグッズも販売された。展示やグッズ販売はこの後も毎年行われている。
- 「舞台も踊る大捜査線」やスタッフ・キャストの講演会「踊る大講演会」が開催された。

すべての来場者に対して「湾岸署特別捜査員証」が交付された。
2004年
イベント正式名が「THE MOVIE 2」を意識した「AdventureKingお台場冒険王2004 レインボーブリッジは閉鎖するな!」であった。
亀山千広講演会「踊るインスパイア講座」が行われ、映画「交渉人（ネゴシエーター） 真下正義」を制作することが発表された。
2005年
「THE MOVIE KING お台場映画王 2005」で「交渉人 真下正義」の上映が行われた。
2006年
「お台場映画王」において、映画を上映しながら監督が解説を加えるというイベント「君塚良一監督が語る「容疑者 室井慎次」」が行われた。
2007年
9月15日にグランドオープンしたフジテレビ湾岸スタジオにて踊るシリーズを含めたフジテレビ映画関連の展示が行われた。
2008年
8月31日に「踊る大捜査線 THE FAN MEETING」が行われ、「THE MOVIE2」が上映されるとともに、ゲストとして出演した亀山千広により「THE MOVIE3」は2010年夏公開に向けて2009年秋に撮影開始予定である事が明らかになった。